# Lærdalsøyri
Lærdalsøyri est une ville de Norvège dans la kommune de Lærdal, dans le Comté de Sogn og Fjordane.
La population était de 1 120 habitants en 2013.
Le centre historique du village, classé d'après Le Monde, a été détruit partiellement par un incendie en janvier 2014.

## Galerie

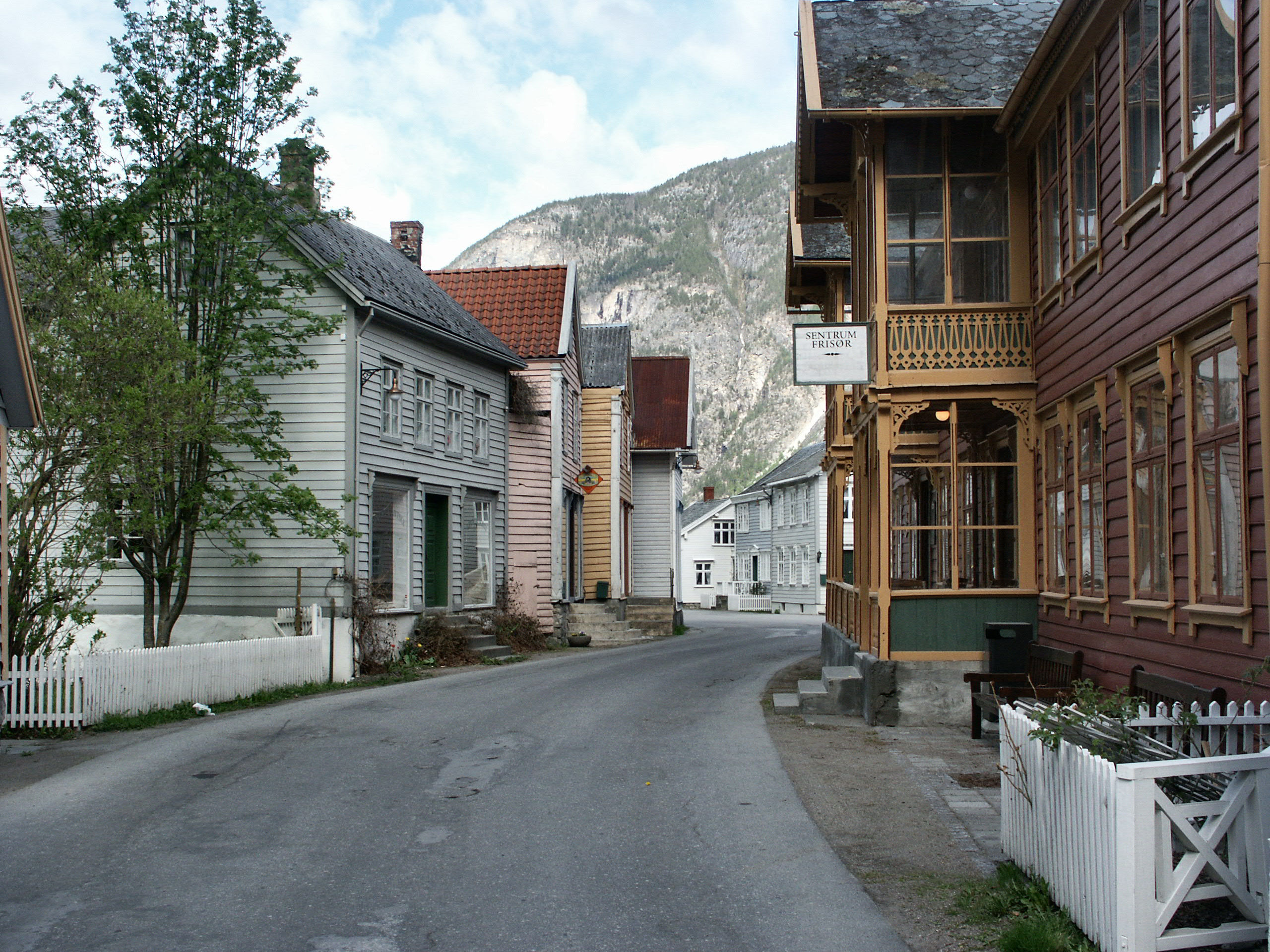
Vue du vieux village de Lærdalsøyri
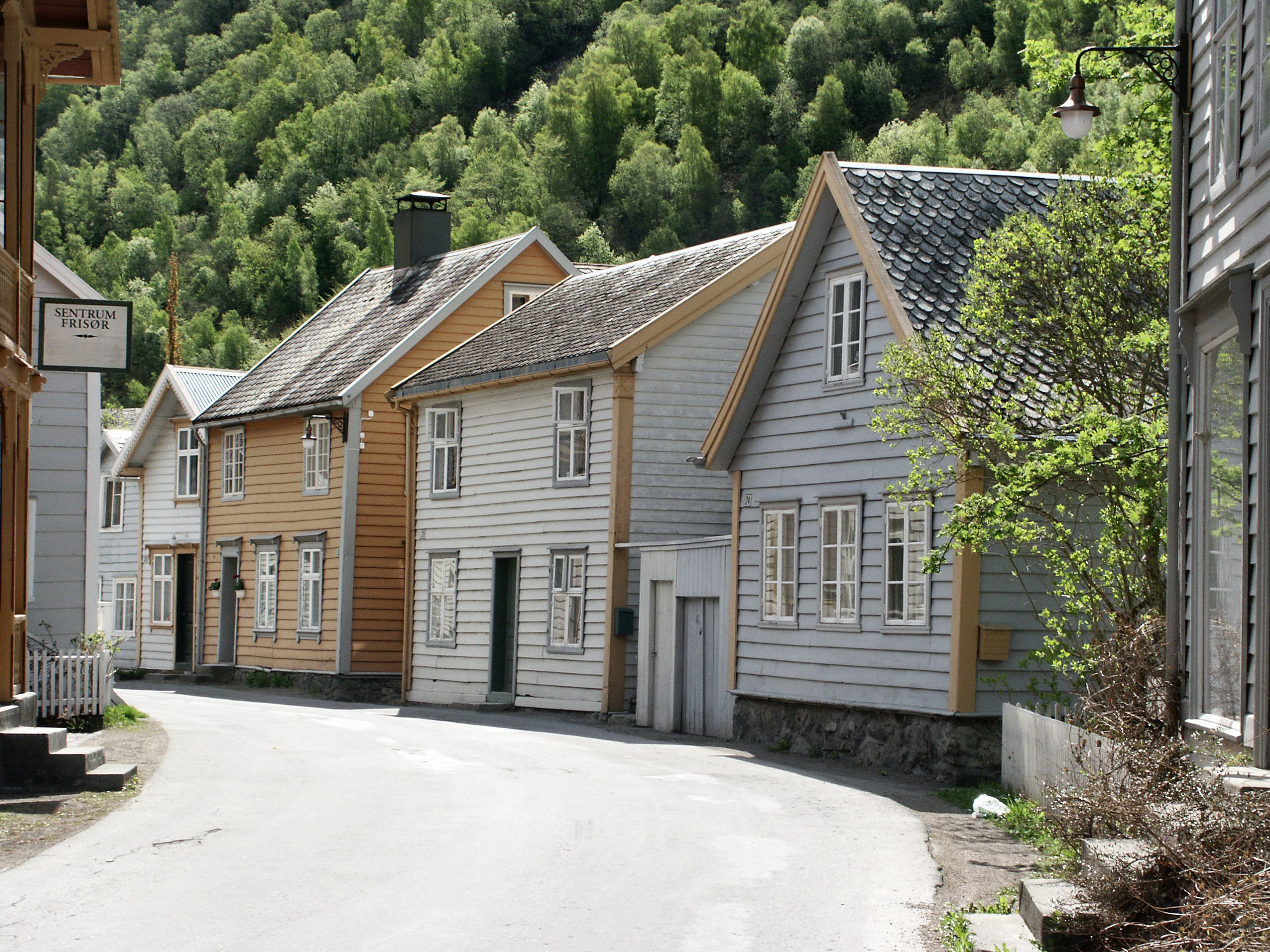
Anciennes maisons de Lærdalsøyri
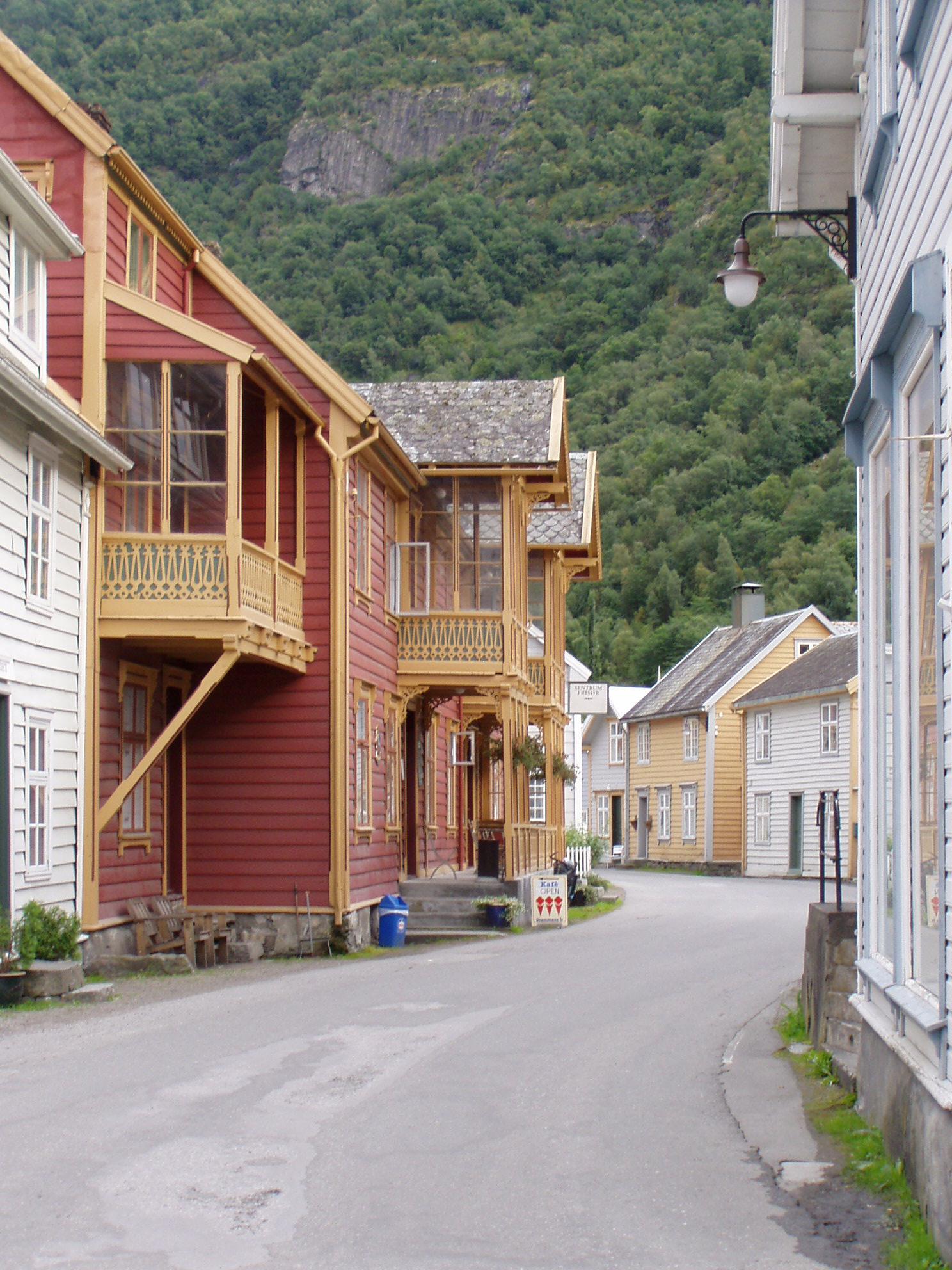
Rue de Lærdalsøyri
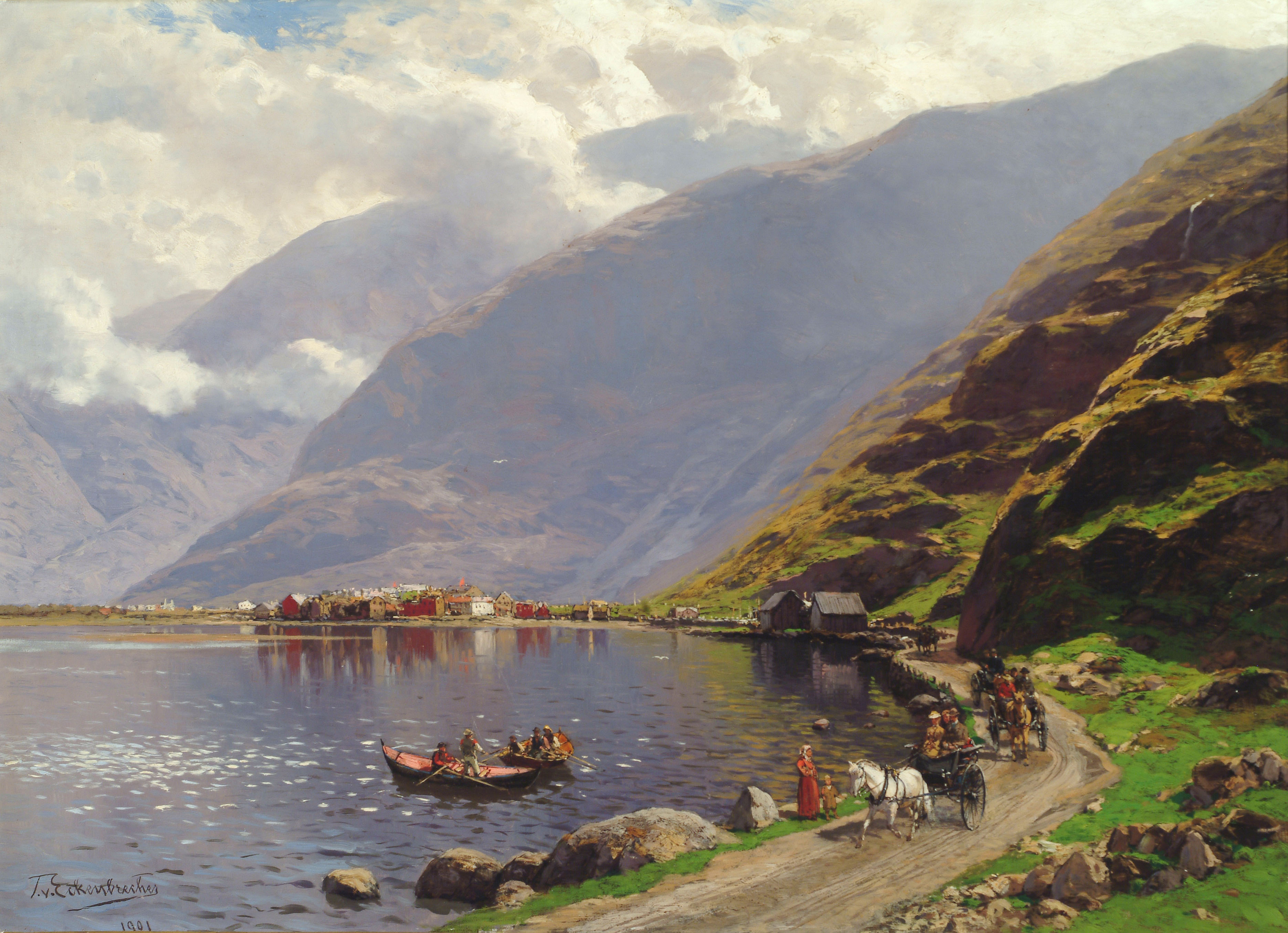
Tableau de Lærdalsøyri en 1901